# Itinera Institute
Itinera Institute is een Belgische denktank.

## Geschiedenis
In februari 2006 richtten Marc De Vos, Bart Verhaeghe en Gaëtan Hannecart (CEO Matexi Group) de denktank op. Op 18 juni 2008 werd Ivan Van de Cloot er hoofdeconoom.
Financiering komt van ondernemers en families, en niet van politieke partijen, lobbygroepen of overheidsinstellingen, maar critici trekken de onafhankelijkheid in twijfel. In 2011 zag politiek filosoof Thomas Decreus er "een neoliberale lobbygroep in met politieke ambities". Sp.a-Kamerlid Dirk Van der Maelen stelde dat de organisatie sinds de oprichting weigert te onthullen wie hen financiert en verklaarde dat dit overwegend gebeurt door kopstukken uit het bedrijfsleven gelieerd aan Open VLD en Lijst Dedecker, zoals Luc Verelst, Christian Leysen en Nicolas Saverys (CEO Exmar).
In 2014 werd algemeen directeur Marc De Vos vervangen door Leo Neels. In 2016 bevestigde hij dat Verhaeghe en Hannecart Itinera inderdaad steunen sinds de oprichting. Daarnaast bevestigde hij dat Nicolas Saverys zetelt in de raad van bestuur, net zoals Wouter De Geest (CEO BASF Antwerpen) en Bernard Delvaux (CEO SONACA). Eind 2017 publiceerde Itinera op zijn website de namen van financiële partners die hiertegen geen bezwaar hebben geuit. Naast de raad van bestuur is er ook een adviesraad, maar die is er alleen voor de galerij.
In september 2021 volgde filosoof Ignaas Devisch Neels op als algemeen directeur en architect en hoogleraar Alexander D'Hooghe werd voorzitter in navolging van Verhaeghe. In april 2024 werd Devisch opgevolgd door Marc De Vos en Ank De Wilde.